# This Kiss (Faith Hill)
This Kiss è un singolo della cantante country Faith Hill, pubblicato il 3 marzo 1998 dall'etichetta discografica Warner.
Il brano è stato scritto da Beth Nielsen Chapman, Robin Lerner e Annie Roboff e prodotto da Faith Hill e Byron Gallimore.
È stato estratto dal terzo album dell'artista, Faith.

## Tracce
CD-Maxi Warner 9362 44578-2
1. This Kiss (Radio Version) - 3:18
2. Somebody Stand By Me - 5:50
3. This Kiss (Mr. Mig Mix) - 3:47

## Classifiche
| Classifica (1998) | Posizione raggiunta |
| ----------------- | ------------------- |
| Australia         | 4                   |
| Stati Uniti       | 7                   |
| Regno Unito       | 11                  |
| Austria           | 18                  |
| Svezia            | 22                  |
| Olanda            | 77                  |

## Questione di sguardi, la versione italiana
Nel 2000 è stata pubblicata una cover in lingua italiana del brano, intitolata Questione di sguardi e interpretata da Paola Turci. Il testo in italiano di questa versione è stata tradotto da A. Righi.
Estratta come singolo dall'album Mi basta il paradiso, la canzone ha ottenuto un discreto successo entrando anche nella classifica dei singoli italiana.

### Tracce
1. Questione di sguardi
2. Non dirmi tutto

### Classifiche
| Classifica (2000) | Posizione raggiunta |
| ----------------- | ------------------- |
| Italia            | 25                  |